# Herakleidios
Herakleidios (altgriechisch Ηρακλειδιος, auch Eraklidios, Heraklidios, Heraklidos, Heraklidiou, Iraklidios, Irakleidios) war im 1. Jahrhundert erster Bischof von Tamassos auf Zypern.

## Leben
In frühchristlichen Schriften des 5. bis 7. Jahrhunderts ist überliefert, dass Eraklidis (so hieß Herakleidios vor seiner Taufe) Sohn eines heidnischen Priesters war. Er habe den Aposteln Paulus und Barnabas bei ihrer ersten Missionsreise (45 – 53 n. Chr.) auf Zypern den Weg von Salamis nach Paphos gezeigt und sie dabei auch nach Tamassos, einem damals durch den Kupferbergbau bedeutenden Stadtkönigreich, geführt. Paulus und Barnabas tauften Herakleidos und ordinierten ihn später – als einen der ersten auf Zypern – zum Bischof von Tamassos. In einer Schrift aus dem 7. Jahrhundert über den Heiligen Auxibius wird Herakleidios als Erzbischof von Zypern bezeichnet, der den bereits ordinierten Auxibius zum Bischof von Soli sowie Epapfras und Tychikos, zwei Schüler des Paulus, zu Bischöfen von Paphos bzw. Neapolis (Limassol) eingesetzt habe. Herakleidos betreute die christliche Gemeinde von Tamassos zusammen mit dem in der Apostelgeschichte des Lukas (Apg 21,16 ) erwähnten Mnason, der Nachfolger im Bischofsamt von Tamassos wurde. In der Vita des Heiligen Herakleidios werden mehrere Wunder erwähnt, unter anderem die Auferweckung der heidnischen Trofimi, die tot umfiel aus Kummer über den Tod ihres Sohnes. Herakleidios starb im Alter von 60 Jahren in Tamassos und wurde begraben in der Höhle, in der er zuvor lebte und das Evangelium von Jesus Christus predigte. Einige frühchristliche Schriften berichten vom Märtyrertod des Heiligen Herakleidios.

## Verehrung
Herakleidios wird als Heiliger verehrt. Sein Gedenktag ist der 17. September. Nach der liturgischen Tradition und Ikonographie wird Herakleidios als Märtyrer verehrt. Entsprechend der frühchristlichen Tradition wurde auf dem Grab des Märtyrers ein Martyrion gebaut, das Teil des späteren Klosters Agios Herakleidios ist. Der Schädel und ein Knochen vermutlich eines Armes des Heiligen Herakleidios werden in der Hauptkirche des Klosters als Reliquien aufbewahrt und verehrt.

## Kloster Agios Herakleidios
Das dem Heiligen Herakleidios gewidmete Kloster Agios Herakleidios wurde mit einer Basilika um 400 gegründet, mehrmals zerstört und in der heutigen Gestalt 1773 erneuert. Es befindet sich im heutigen Ort Politiko, wo sich Ruinen der antiken Stadt Tamassos befinden, südwestlich von Nikosia/Lefkosia. Die bis heute erhaltene Klosteranlage umfasst die zweiflüglige Hauptkirche (Katholikon), die Höhle (mit Eingang östlich der Hauptkirche), wo das Grab des Heiligen Herakleidios liegt, und das Mausoleum über der Höhle. Die Hauptkirche besteht aus der Kirche des Heiligen Herakleidios (Ende 15. – Anfang 16. Jahrhundert) und der Kapelle der Heiligen Dreifaltigkeit. Im Süden der Hauptkirche befindet sich ein Mosaik, dessen Herkunft auf die Anfänge des Klosters im 4. Jahrhundert (332 – 342) datiert wird. Im Martyrion der Hauptkirche befinden sich ein Sarg aus Marmor, der dem Heiligen Herakleidios zugeschrieben wird, und einer aus Stein, der des Heiligen Mnason.
Das Kloster war zuerst für Mönche bestimmt. Werke der Ikonenmalerei der Mönche des Klosters schmücken die Hauptkirche mit Wandmalereien und tragbaren Ikonen.
Von 1821 bis 1962 war das Kloster verlassen und verwüstet. Seit dem 22. Juli 1962 leben im Kloster derzeit (2016) etwa 40 Nonnen in koinobitischer Gemeinschaft. Ihre Tätigkeit umfasst neben gemeinschaftlichem und individuellem Gebet, Einkehr, Stille, Kontemplation, geistigem und geistlichem Studium auch Handarbeiten wie Goldstickerei, Ikonenmalerei und die Zubereitung von traditionellen Speisen.